# Polion

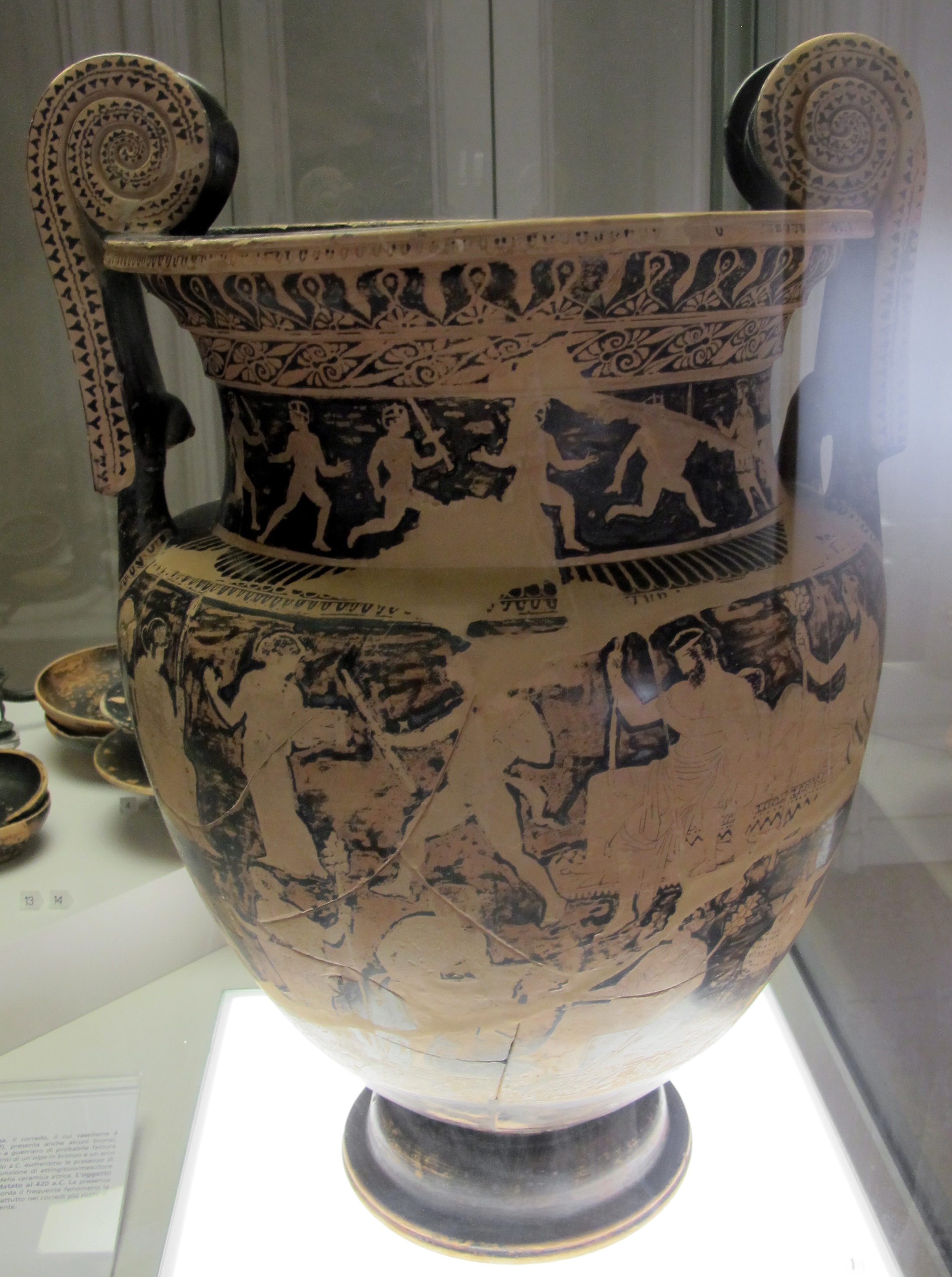
Volutenkrater im Archäologischen Nationalmuseum Ferrara

Polion (altgriechisch Πόλιον) war ein attisch-rotfiguriger Vasenmaler, der um 420 v. Chr. in Athen tätig war.
Sein Name ist von Signaturen bekannt, mit denen er manche seiner Werke versah. Neben den signierten Werken können ihm einige Werke aufgrund stilistischer Merkmale eindeutig zugeschrieben werden. Polion bemalte ein großes Spektrum verschiedener Gefäßformen, wobei Kratere, Oinochoen und Bauchlekythen offenbar bevorzugt wurden.
Auf größeren Vasen ähneln seine Arbeiten entweder denen des Polygnotos, der Szenen aus der griechischen Mythologie mit großen, den ganzen Bauch der Vase einnehmenden Figuren darstellte, oder sie zeigen sich durch den Stil der frühklassischen Wandmalerei beeinflusst, indem eine Szene durch Bilder auf verschiedenen Ebenen gezeigt wird. Häufig auftauchende Motive sind Sport- und Musikszenen, die insbesondere in den kleineren Arbeiten zu finden sind und in der Regel einen Bezug zu griechischen Kulten wie den Panathenaia aufweisen. Die kleineren Arbeiten ähneln denen von Aison, dem Schuwalow-Maler und dem Eretria-Maler, mit denen er gemeinsam in einer Werkstatt arbeitete.
Auch wenn Polion einige interessante Vasen bemalte, gilt seine Bedeutung als gering, da nur der unbedeutende Heirmarmene-Maler seine Nachfolge antrat.

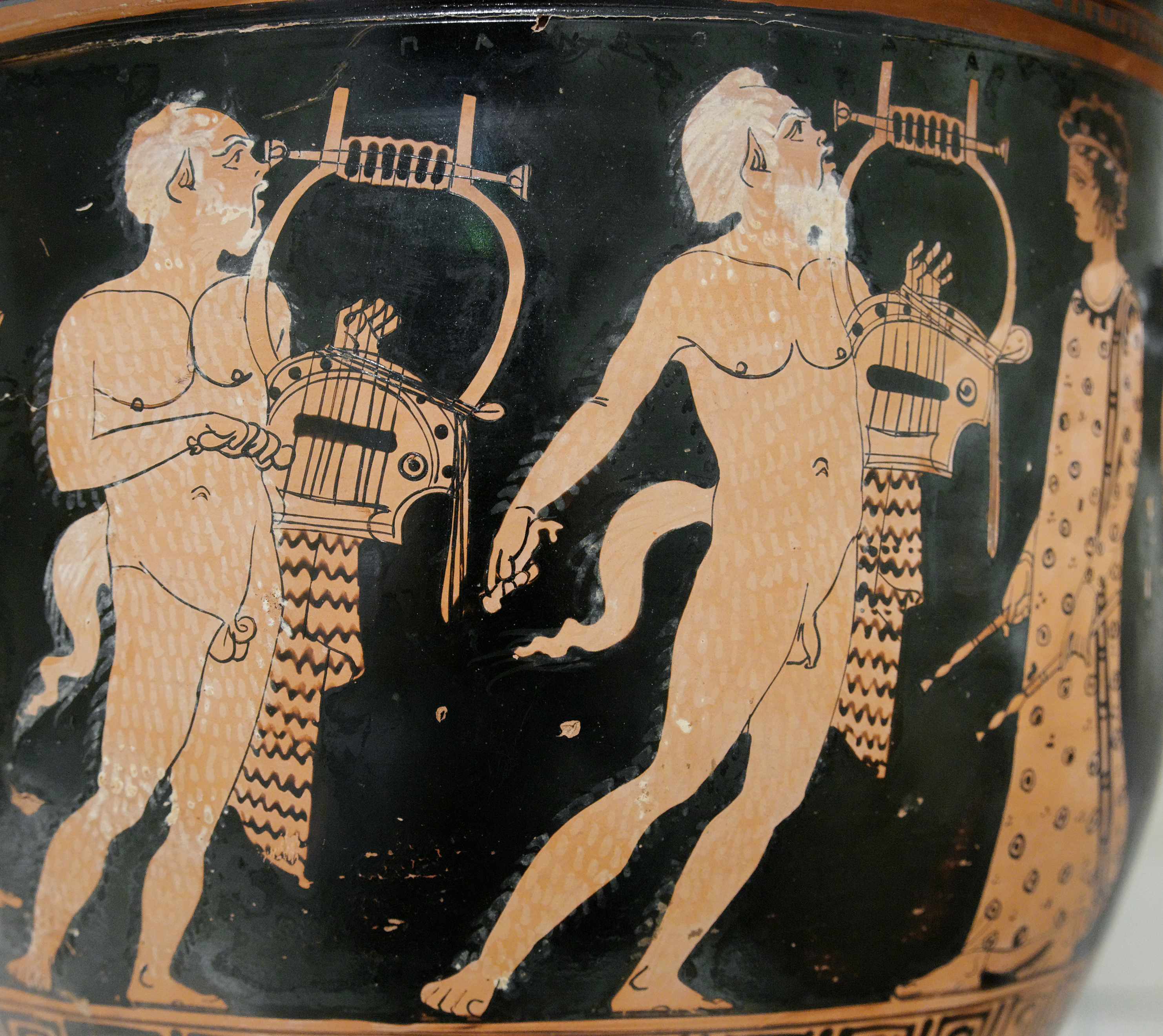
Detail aus dem Volutenkrater im Metropolitan Museum of Art
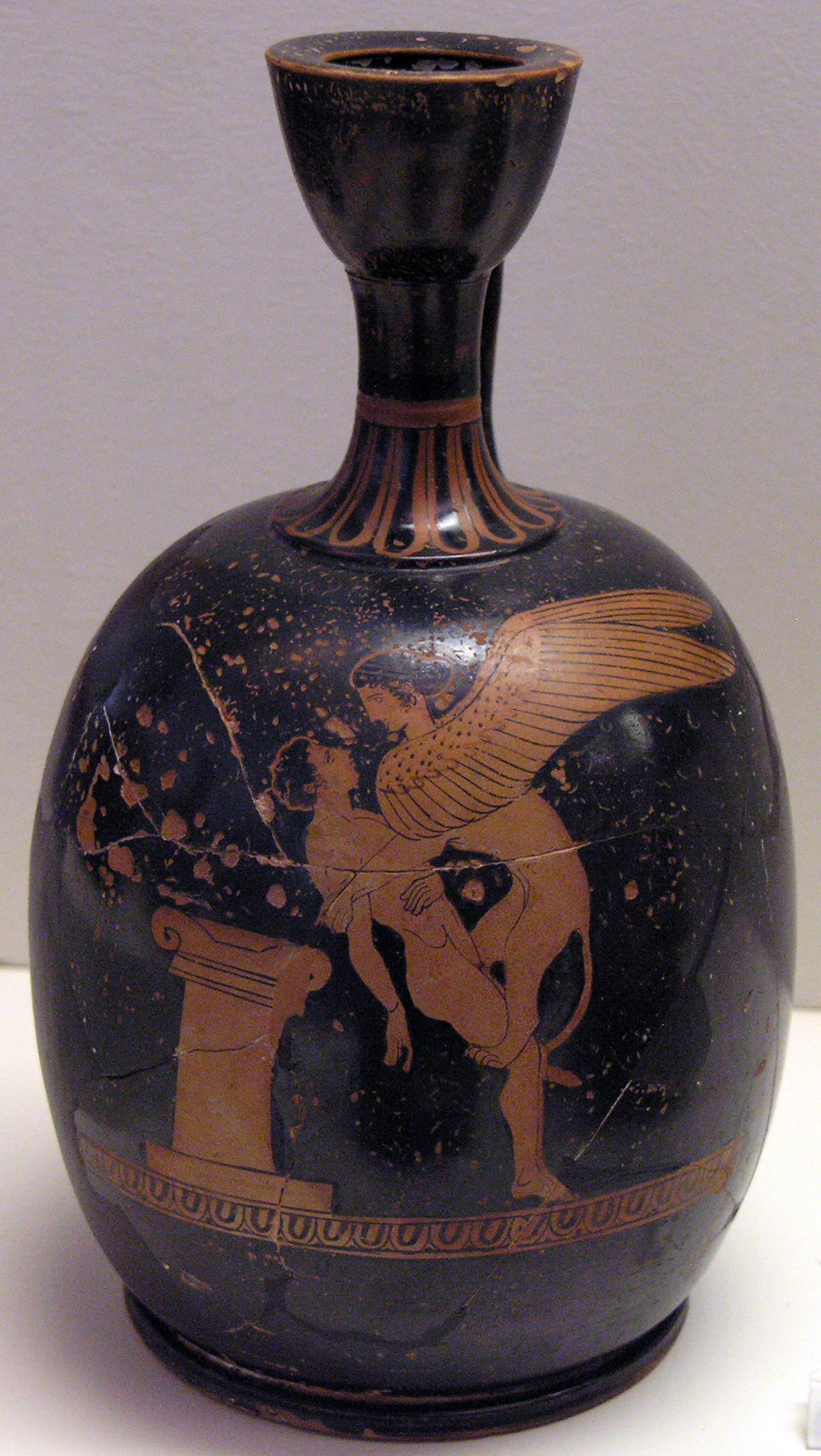
Lekythos im Archäologischen Nationalmuseum Athen